# Діти Арбата (телесеріал)
«Діти Арбата» (рос. «Дети Арбата») — російський багатосерійний художній телефільм Андрія Ешпая. В основу фільму покладена тетралогія Анатолія Рибакова «Діти Арбата», «Тридцять п'ятий і інші роки», «Страх», «Прах і попіл». Вийшов на екрани у 2004 році.

## Сюжет
Дія картини охоплює період з 1932 по 1943 роки. Саша Панкратов потрапляє під коток репресій ще до початку Великого терору в СРСР.
Оповідь ведеться з кремлівських кабінетів, комунальних квартир, інститутських аудиторій та тюремних камер.
Герої фільму: прості юнаки і дівчата з московського Арбата, керівники наукових установ і великих будівництв, люди вищого ешелону влади — Сталін і його оточення.

## У ролях
- Євген Циганов - Саша Панкратов
- Чулпан Хаматова - Варя Іванова
- Євгенія Симонова - Софія Олександрівна, мати Сашка Панкратова
- Максим Суханов - Йосип Сталін
- Ірина Леонова - Лена Будягіна
- Данило Страхов - Юрій Шарок
- Володимир Коренєв - батько Юри Шарока
- Тетяна Кравченко - мати Юри Шарока
- Інга Стрєлкова-Оболдіна - Ніна Іванова
- Михайло Лавровський - Семен Григорович
- Андрій Смоляков - Микола Єжов
- Володимир Симонов - Будягин
- Зоя Кайдановська - Віка Марасевич
- Андрій Кузічев - Вадим Марасевич, син професора
- Ромуальд Вільдан - Марасевич-старший, професор медицини
- Роман Мадянов - Марк Рязанов
- Ігор Гордін - Ігор Володимирович
- Юрій Колокольников - Костя
- Юлія Свежакова - Зіда
- Ольга Ломоносова - Люда
- Василь Бочкарьов - сусід Панкратова
- Володимир Панков - Гліб
- Михайло Трухін - Альтман
- Олександр Хван - Березін
- Ольга Прокоф'єва - директор школи
- Олексій Захаров - Максим Костін
- Михайло Філіппов - Алфьоров
- Оксана Мисіна - Звягуро
- Сергій Юшкевич - Соловейчик
- Еммануїл Віторган - Сергій Шпігельглас
- Микола Чиндяйкин - Лаврентій Берія
- Олександр Самойленко - Серго Орджонікідзе
- Євген Кіндінов - Лев Каменєв
- Валерій Шевченко - Григорій Зінов'єв
- Сергій Астахов - Михайло Тухачевський
- Валерій Афанасьєв - Георгій Костянтинович Жуков
- Віктор Запорізький - Сергій Миронович Кіров